# Sankta Birgittakyrkan, Knivsta
Sankta Birgittakyrkan är en kyrkobyggnad i Knivsta i Uppsala stift. Den är församlingskyrka i Knivsta församling i Knivsta pastorat. Kyrkan ligger på en höjd i centrala Knivsta. En rödmålad klockstapel av trä står öster om kyrkan på den tomt där pastorsexpeditionen ligger. I stapeln hänger två klockor gjutna av Bergholtz klockgjuteri i Sigtuna. En runsten från tidig kristen tid står strax intill kyrkan.

## Kyrkobyggnaden
Kyrkan uppfördes efter ritningar av Tallius Myhrman Arkitekter AB genom Magnus Myhrman och Helena Tallius Myhrman och invigdes 1992. Den är en centralkyrka byggd av trä med rödmålade ytterväggar och ett rödmålat plåttak. Kyrkan har en postmodernistisk stil och har blivit föreslagen att byggnadsminnesmärkas (av Riksantikvarieämbetet). Namnet på kyrkan kom till efter en omröstning i församlingen och anknyter till Knivsta gamla kyrka som har ett altarskåp med en Birgittaskulptur. Kyrksalens innerväggar lutar inåt vilket arkitekterna motiverar av akustiska skäl. Östväggens fönster består av ett modernt altarskåp som visar en glasmålning som föreställer det himmelska Jerusalem när det är öppet. Konstnär är Åke Pallarp. Väster om kyrksalen finns ett kyrktorg vars väggar till kyrksalen kan öppnas så att dubbelt så många kyrkobesökare får plats.

## Inventarier
- Orgeln är tillverkad av Åkerman & Lund Orgelbyggeri och kom till kyrkan 1995.
- Det fristående altaret består av en skiva av kalksten som vilar på en rödmålad trästomme. Altarskivan har fem invigningskors. På altaret står ett träkors formgivet av Åke Pallarp.
- Inne i lanterninen, väl synlig i kyrkorummet, finns en stor gyllene åttauddig stjärna som döljer ett ventilationshål. Stjärnan kallas Kristusstjärnan och associerar till Betlehemsstjärnan.